# Towson
Towson és una concentració de població designada pel cens dels Estats Units a l'estat de Maryland. Segons el cens del 2000 tenia 51.793 habitants.

## Demografia
Segons el cens del 2000, Towson tenia 51.793 habitants, 21.063 habitatges, i 11.331 famílies. La densitat de població era de 1.424,3 habitants per km².
Dels 21.063 habitatges en un 23,1% hi vivien nens de menys de 18 anys, en un 43,6% hi vivien parelles casades, en un 7,8% dones solteres, i en un 46,2% no eren unitats familiars. En el 36,4% dels habitatges hi vivien persones soles el 17,3% de les quals corresponia a persones de 65 anys o més que vivien soles. El nombre mitjà de persones vivint en cada habitatge era de 2,16 i el nombre mitjà de persones que vivien en cada família era de 2,87.
Per edats la població es repartia de la següent manera: un 17,4% tenia menys de 18 anys, un 17,5% entre 18 i 24, un 24,9% entre 25 i 44, un 20,1% de 45 a 60 i un 20,1% 65 anys o més.
L'edat mediana era de 38 anys. Per cada 100 dones de 18 o més anys hi havia 78,8 homes.
La renda mediana per habitatge era de 53.775 $ i la renda mediana per família de 75.832 $. Els homes tenien una renda mediana de 49.554 $ mentre que les dones 38.172 $. La renda per capita de la població era de 32.502 $. Entorn del 2,5% de les famílies i el 7,7% de la població estaven per davall del llindar de pobresa.

## Poblacions més properes
El següent diagrama mostra les poblacions més properes.